# Asian Women's Club Volleyball Championship 2021
Asian Women's Club Volleyball Championship 2021 var den 21:a upplagan av tävlingen, som är den mest prestigefyllda turneringen i volleyboll för klubblag i Asien. Tävlingen organiserades av Asian Volleyball Confederation (AVC) i samarbete med de lokala arrangörerna Thailands volleybollförbund (TVA). Tävlingen spelades i Nakhon Ratchasima, Thailand från 1 till 7 oktober 2021. och sju lag deltog. VK Altaj vann turneringen genom att besegra  Nakhon Ratchasima VC i finalen. De kvalificerade sig därigenom för världsmästerskapet i volleyboll för klubblag 2021.
Turneringen följde på 2019:års upplaga då tävlingen ställdes in 2020 p.g.a. Covid-19-pandemin.

## Kval
I enlighet med AVC:s regelverk fick maximalt 16 lag delta. Platserna fördelades enligt:
- 1 lag från värdland
- 10 lag baserat på slutplaceringenar i föregående turnering
- 5 lag från var och en av de fem zonorganisationerna (med kval om nödvändigt)

Då AVC förutsåg att antalet deltagare kunde bli lågt p.g.a. Covid-19-pandemin tillät de två lag från varje medlemsland om färre än 8 medlemsländer deltog. Om färre än 16 lag deltog var värdlandet berättigat till två platser. I slutändan deltog bara fyra medlemsländer. Samtliga deltog med två lag förutom Iran som deltog med ett lag.

### Kvalificerade medlemsförbund
| Turnering(ar)                                   | Datum                  | Plats   | Antal kvalificerade | Kvalificerade |
| ----------------------------------------------- | ---------------------- | ------- | ------------------- | --- |
| Värdland                                        | i.u.                   | i.u.    | 1                   | ThailandA |
| Asian Women's Club Volleyball Championship 2019 | 27 april–5 maj 2019    | Tianjin | 2                   | KinaB · ThailandA · JapanB · Kazakstan · NordkoreaB · TaiwanB · VietnamB · HongkongB · Sri LankaB · TurkmenistanB |
| CAZVA                                           | senast 2 februari 2021 | Bangkok | 1                   | Iran |
| SEAZVA                                          | senast 2 februari 2021 | Bangkok | 1                   | Filippinerna |
| ExtraplatserC                                   | senast 2 februari 2021 | Bangkok | 2                   | Kazakstan Filippinerna                                                                                            |
| Totalt                                          | Totalt                 | Totalt  | 7                   | |

^A  Som värdland var Thailand berättigat till två platser om färre än 16 lag deltog. Deras två platser är räkna som "värdland" och "andraplacerad vi d senaste mästerskapet"
^B  Enligt regelverket var de tio bästa medlemsförbunden berättigade till att sända lag. Enbart två av förbunden sände dock lag.
^C  Förbund fick sända två lag om färre än 8 förbund deltog. Filipppinerna och  Kazakstan sände därför två lag.

### Deltagande lag
Följande lag deltog i turneringen:
| Förbund       | Lag                  | Kvalificerat genom                                 |
| ------------- | -------------------- | -------------------------------------------------- |
| Thailand      | Nakhon Ratchasima VC | Tvåa Thailands volleybolliga för kvinnor 2020/2021 |
| Thailand      | Supreme VC           | Trea Thailands volleybolliga för kvinnor 2020/2021 |
| Kazakstan     | VK Altaj             |                                                    |
| Kazakstan     | Zjetisy Taldyqorghan |                                                    |
| Filipppinerna | RebiscoD             | N/A (landslag)                                     |
| Filipppinerna | Choco MuchoE         | N/A (utvecklingslandslag)                          |
| Iran          | BV Saipa Teheran     |                                                    |

^D  Filipppinernas landslag deltog under namnet Rebisco (från en sponsor).
^E  Lagets identitet var inte känd vid lottningen, utan listades då bara som "PVL". Filippinernas volleybollförbund bjöd in Premier Volleyball League att skicka det bäst placerade laget i PVL Open Conference 2021, men inget lag ville delta. Istället skickade förbundet ett andra lag med landslagsspelare. Laget kom att kallas Choco Mucho.

## Arenor
Matcherna spelades i Terminal Hall – Terminal 21 Korat, en inomhusarena i Terminal 21 (ett byggnadskomplex i staden
| All Matches                 | All Matches |
| --------------------------- | ----------- |
| Nakhon Ratchasima, Thailand |             |
| Terminal 21 Korat           |             |
| Kapacitet: 3 500            |             |
|                             |             |

## Förrundan
- Alla tider är thailändsk tid (UTC+07:00).

### Grupp A
| Pos | Lag                  | M | V | F | P | SV | SF | SK    | BV  | BF  | BK    | Kvalificering |
| --- | -------------------- | - | - | - | - | -- | -- | ----- | --- | --- | ----- | ------------- |
| 1   | Nakhon Ratchasima VC | 2 | 2 | 0 | 5 | 6  | 2  | 3,000 | 178 | 153 | 1,163 | Kvartsfinaler |
| 2   | Zjetisy Taldyqorghan | 2 | 1 | 1 | 4 | 5  | 3  | 1,667 | 174 | 156 | 1,115 | Kvartsfinaler |
| 3   | Choco Mucho          | 2 | 0 | 2 | 0 | 0  | 6  | 0,000 | 110 | 151 | 0,728 | Kvartsfinaler |

| Datum | Tid   |                      | Resultat |                      | Set 1 | Set 2 | Set 3 | Set 4 | Set 5 | Totalt | Rapport |
| ----- | ----- | -------------------- | -------- | -------------------- | ----- | ----- | ----- | ----- | ----- | ------ | ------- |
| 1 okt | 12:30 | Nakhon Ratchasima VC | 3–0      | Choco Mucho          | 25–11 | 28–26 | 25–17 |       |       | 78–54  | P2      |
| 2 okt | 12:30 | Zjetisy Taldyqorghan | 3–0      | Choco Mucho          | 25–22 | 25–19 | 25–15 |       |       | 75–56  | P2      |
| 3 okt | 12:30 | Nakhon Ratchasima VC | 3–2      | Zjetisy Taldyqorghan | 25–20 | 18–25 | 25–19 | 17–25 | 15–10 | 100–99 | P2      |

### Grupp B
| Pos | Lag              | M | V | F | P | SV | SF | SK    | BV  | BF  | BK    | Kvalificering |
| --- | ---------------- | - | - | - | - | -- | -- | ----- | --- | --- | ----- | ------------- |
| 1   | VK Altaj         | 3 | 3 | 0 | 9 | 9  | 0  | MAX   | 225 | 148 | 1,520 | Semifinaler   |
| 2   | Supreme VC       | 3 | 2 | 1 | 6 | 6  | 4  | 1,500 | 221 | 192 | 1,151 | Kvartsfinaler |
| 3   | BV Saipa Teheran | 3 | 1 | 2 | 3 | 4  | 7  | 0,571 | 218 | 251 | 0,869 | Kvartsfinaler |
| 4   | Rebisco PH       | 3 | 0 | 3 | 0 | 1  | 9  | 0,111 | 175 | 248 | 0,706 | Kvartsfinaler |

| Datum | Tid   |                  | Resultat |                  | Set 1 | Set 2 | Set 3 | Set 4 | Set 5 | Totalt | Rapport |
| ----- | ----- | ---------------- | -------- | ---------------- | ----- | ----- | ----- | ----- | ----- | ------ | ------- |
| 1 okt | 15:30 | Supreme VC       | 3–1      | BV Saipa Teheran | 25–23 | 22–25 | 25–13 | 25–13 |       | 97–74  | P2      |
| 1 okt | 18:30 | VK Altaj         | 3–0      | Rebisco PH       | 25–23 | 25–13 | 25–17 |       |       | 75–53  | P2      |
| 2 okt | 15:30 | Supreme VC       | 3–0      | Rebisco PH       | 25–11 | 25–16 | 25–16 |       |       | 75–43  | P2      |
| 2 okt | 18:30 | BV Saipa Teheran | 0–3      | VK Altaj         | 11–25 | 20–25 | 15–25 |       |       | 46–75  | P2      |
| 3 okt | 15:30 | VK Altaj         | 3–0      | Supreme VC       | 25–23 | 25–12 | 25–14 |       |       | 75–49  | P2      |
| 3 okt | 18:30 | BV Saipa Teheran | 3–1      | Rebisco PH       | 26–24 | 22–25 | 25–13 | 25–17 |       | 98–79  | P2      |

## Huvudrundan
- Alla tider är thailändsk tid (UTC+07:00).

### Slutspel
|  | Kvartsfinaler        | Kvartsfinaler |                      |                  | Semifinaler         | Semifinaler         |  |  | Final     | Final |
|  |                      |               |                      |                  |                     |                     |  |  |           |       |
|  | 4 oktober            |               |                      |                  |                     |                     |  |  |           |       |
|  |                      |               |                      |                  |                     |                     |  |  |           |       |
|  | Nakhon Ratchasima VC | 3             |                      |                  |                     |                     |  |  |           |       |
|  | Nakhon Ratchasima VC | 3             | 6 oktober            |                  |                     |                     |  |  |           |       |
|  | Rebisco PH           | 0             |                      |                  |                     |                     |  |  |           |       |
|  | Rebisco PH           | 0             | Nakhon Ratchasima VC | 3                |                     |                     |  |  |           |       |
|  | 4 oktober            |               | Nakhon Ratchasima VC | 3                |                     |                     |  |  |           |       |
|  |                      | Supreme VC    | 0                    |                  |                     |                     |  |  |           |       |
|  | Choco Mucho          | Supreme VC    | 0                    | 0                |                     |                     |  |  |           |       |
|  | Choco Mucho          |               | 7 oktober            | 0                |                     |                     |  |  |           |       |
|  | Supreme VC           | 3             |                      |                  |                     |                     |  |  |           |       |
|  | Supreme VC           | 3             | Nakhon Ratchasima VC | 0                |                     |                     |  |  |           |       |
|  | 4 oktober            |               | Nakhon Ratchasima VC | 0                |                     |                     |  |  |           |       |
|  |                      | VK Altaj      | 3                    |                  |                     |                     |  |  |           |       |
|  | Zjetisy Taldyqorghan | VK Altaj      | 3                    | 0                |                     |                     |  |  |           |       |
|  | Zjetisy Taldyqorghan | 6 oktober     |                      | 0                |                     |                     |  |  |           |       |
|  | BV Saipa Teheran     | 3             |                      |                  |                     |                     |  |  |           |       |
|  | BV Saipa Teheran     | 3             | BV Saipa Teheran     | 1                | Match om tredjepris | Match om tredjepris |  |  |           |       |
|  | 4 oktober            |               | BV Saipa Teheran     | 1                | Match om tredjepris | Match om tredjepris |  |  |           |       |
|  |                      | VK Altaj      | 3                    |                  |                     |                     |  |  |           |       |
|  | bye                  | VK Altaj      | 3                    |                  | Supreme VC          | 3                   |  |  |           |       |
|  | bye                  |               |                      |                  | Supreme VC          | 3                   |  |  |           |       |
|  | VK Altaj             | W             |                      | BV Saipa Teheran | 0                   |                     |  |  |           |       |
|  | VK Altaj             | W             |                      |                  | 0                   |                     |  |  |           |       |
|  |                      |               |                      |                  |                     |                     |  |  | 7 oktober |       |
|  |                      |               |                      |                  |                     |                     |  |  |           |       |

|  | Matcher om plats 5-8 | Matcher om plats 5-8 | Matcher om plats 5-8 |                      |             | Match om 5:e plats | Match om 5:e plats | Match om 5:e plats |  |
|  |                      |                      |                      |                      |             |                    |                    |                    |  |
|  | Rebisco PH           | Rebisco PH           | 1                    |                      |             |                    |                    |                    |  |
|  | Rebisco PH           | Rebisco PH           | 1                    |                      |             |                    |                    |                    |  |
|  | Choco Mucho          | Choco Mucho          | 3                    |                      |             |                    |                    |                    |  |
|  | Choco Mucho          | Choco Mucho          | 3                    |                      | Choco Mucho | Choco Mucho        | 0                  |                    |  |
|  |                      |                      |                      |                      | Choco Mucho | Choco Mucho        | 0                  |                    |  |
|  |                      |                      | Zjetisy Taldyqorghan | Zjetisy Taldyqorghan | 3           |                    |                    |                    |  |
|  |                      |                      |                      | Zjetisy Taldyqorghan | 3           |                    |                    |                    |  |
|  |                      |                      |                      |                      |             |                    |                    |                    |  |
|  |                      |                      |                      |                      |             | Match om 7:e plats |                    |                    |  |
|  |                      |                      |                      |                      |             |                    |                    |                    |  |
|  |                      |                      |                      |                      |             |                    |                    |                    |  |
|  |                      |                      |                      |                      |             | Rebisco PH         |                    |                    |  |
|  |                      |                      |                      |                      |             |                    |                    |                    |  |
|  |                      |                      |                      |                      |             |                    |                    |                    |  |

#### Kvartsfinaler
| Datum | Tid   |                      | Resultat |                  | Set 1 | Set 2 | Set 3 | Set 4 | Set 5 | Totalt | Rapport |
| ----- | ----- | -------------------- | -------- | ---------------- | ----- | ----- | ----- | ----- | ----- | ------ | ------- |
| 4 okt | 12:30 | Nakhon Ratchasima VC | 3–0      | Rebisco PH       | 25–11 | 25–19 | 25–18 |       |       | 75–48  | P2      |
| 4 okt | 15:30 | Choco Mucho          | 0–3      | Supreme VC       | 13–25 | 22–25 | 21–25 |       |       | 56–75  | P2      |
| 4 okt | 18:00 | Zjetisy Taldyqorghan | 0–3      | BV Saipa Teheran | 21–25 | 21–25 | 23–25 |       |       | 65–75  | P2      |

#### Matcher om plats 5-8
| Datum | Tid   |            | Resultat |             | Set 1 | Set 2 | Set 3 | Set 4 | Set 5 | Totalt | Rapport |
| ----- | ----- | ---------- | -------- | ----------- | ----- | ----- | ----- | ----- | ----- | ------ | ------- |
| 6 okt | 12:30 | Rebisco PH | 1–3      | Choco Mucho | 25–22 | 17–25 | 19–25 | 17–25 |       | 78–97  | P2      |

#### Semifinaler
| Datum | Tid   |                      | Resultat |            | Set 1 | Set 2 | Set 3 | Set 4 | Set 5 | Totalt | Rapport |
| ----- | ----- | -------------------- | -------- | ---------- | ----- | ----- | ----- | ----- | ----- | ------ | ------- |
| 6 okt | 15:30 | BV Saipa Teheran     | 1–3      | VK Altaj   | 20–25 | 25–21 | 15–25 | 22–25 |       | 82–96  | P2      |
| 6 okt | 18:30 | Nakhon Ratchasima VC | 3–0      | Supreme VC | 25–18 | 25–22 | 25–18 |       |       | 75–58  | P2      |

#### Match om 5:e plats
| Datum | Tid   |                      | Resultat |             | Set 1 | Set 2 | Set 3 | Set 4 | Set 5 | Totalt | Rapport |
| ----- | ----- | -------------------- | -------- | ----------- | ----- | ----- | ----- | ----- | ----- | ------ | ------- |
| 7 okt | 12:30 | Zjetisy Taldyqorghan | 3–0      | Choco Mucho | 25–14 | 25–11 | 25–23 |       |       | 75–48  | P2      |

#### Match om tredjepris
| Datum | Tid   |            | Resultat |                  | Set 1 | Set 2 | Set 3 | Set 4 | Set 5 | Totalt | Rapport |
| ----- | ----- | ---------- | -------- | ---------------- | ----- | ----- | ----- | ----- | ----- | ------ | ------- |
| 7 okt | 15:30 | Supreme VC | 3–0      | BV Saipa Teheran | 25–21 | 25–18 | 25–19 |       |       | 75–58  | P2      |

#### Final
| Datum | Tid   |                      | Resultat |          | Set 1 | Set 2 | Set 3 | Set 4 | Set 5 | Totalt | Rapport |
| ----- | ----- | -------------------- | -------- | -------- | ----- | ----- | ----- | ----- | ----- | ------ | ------- |
| 7 okt | 18:30 | Nakhon Ratchasima VC | 0–3      | VK Altaj | 22–25 | 22–25 | 20–25 |       |       | 64–75  | P2      |